# Bodhisena
Bodhisena (sanscrit : बोधिसेन ; chinois et japonais : 菩提僊那), né en 704 et mort en 760, était un moine bouddhique indien, connu pour son rôle dans l’établissement de l’école Kegon au Japon (basée sur les enseignements du Huayan chinois).
Il est également connu sous les noms de Baramon Sōjō (littéralement l’« évêque brahmane »), Bodai et Bodaisenna.

## Historiographie
Ses gestes furent consignés dans les archives officielles d’époque, Shoku Nihongi, où il est nommé Bodai-Senna. Ultérieurement, sa vie fut consignée dans les Mémoires du brahmane d’Inde du Sud (Nantenjiku baramon sōjōhi, 770) par un de ses disciples, Shūei, dans le Tōdai-ji yōroku (1106) ou encore dans les Récits de Bodhisena du Daiain-ji (Daianjibodai denraiki, 1118).

## Biographie

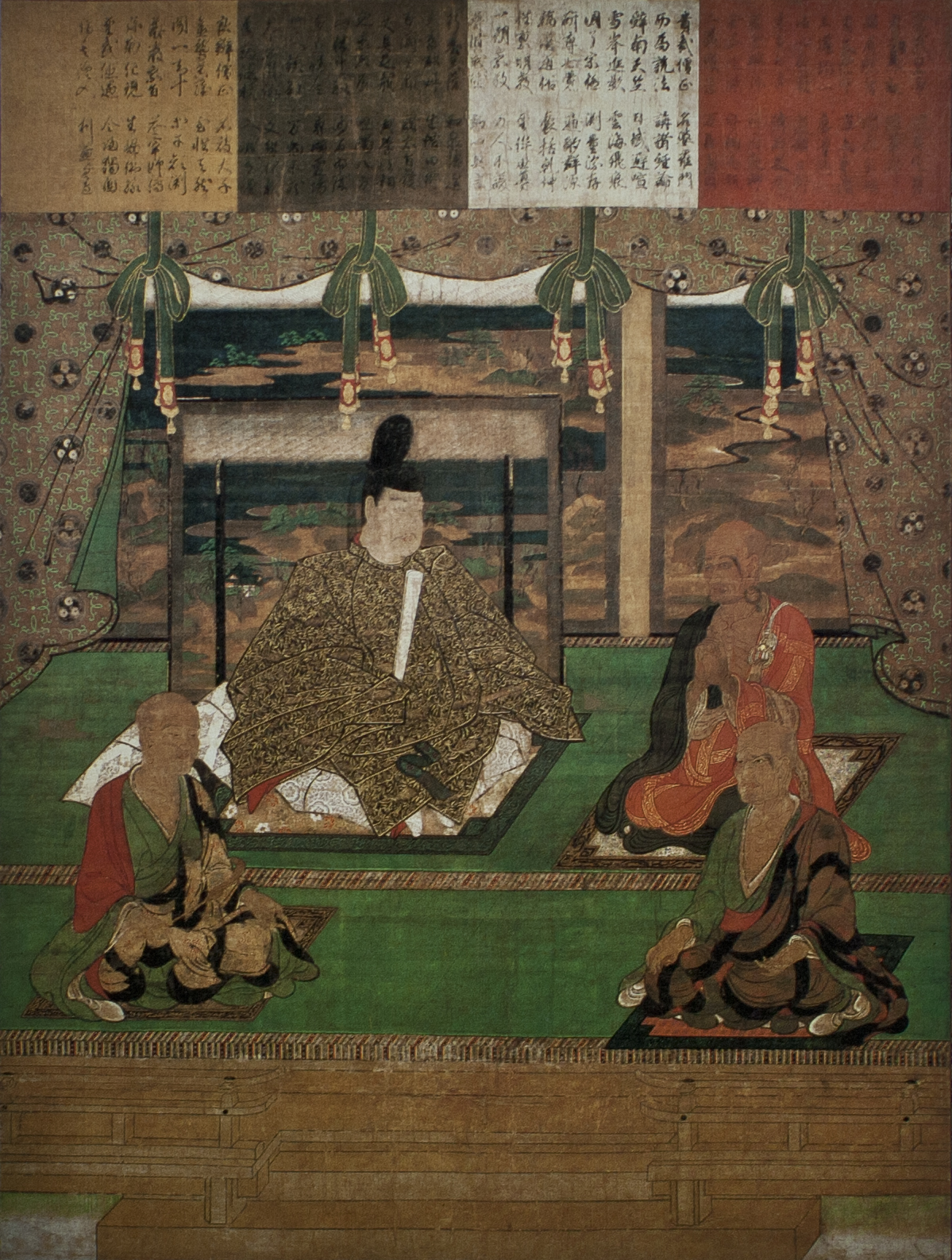
Les quatre saints fondateurs du Tōdai-ji, dont Bodhisena en haut à droite. Par Kanjō, 1377

Bodhisena naquit dans le sud de l’Inde en 704. Brahmane de naissance, il se  convertit au bouddhisme dans ses jeunes années. Proche des enseignements du bodhisattva Mañjuśrī, il partit selon la tradition en Chine dans le but de trouver son incarnation au mont Wutai, accompagné d’un musicien du nom de Fa-triet, mais il lui fut annoncé que Mañjuśrī séjournait plus à l’est au Japon. Il rencontra à Chang'an ou Luoyang un ambassadeur du Japon, Tajihi no Hironari, et décida de visiter ce petit archipel, embarquant en compagnie d’autres moines bouddhistes érudits, dont Dōsen qui œuvra pour l’introduction de l’école Kegon au Japon, l’une des six écoles principales de Nara. Accostant au Japon à Naniwa (actuelle Osaka) en 736, il fit la connaissance de Gyōki et reçut grand honneur à la cour de l’empereur Shōmu, où il fit des lectures du Sūtra Avatamsaka et enseigna le sanskrit. Bodhisena et Gyōki semblent avoir éprouvé un penchant et un respect mutuel, estimant s’être rencontrés dans une ancienne vie et Bodhisena reconnaissant en Gyōki la réincarnation du bodhisattva Mañjuśrī.
Sur les suggestions de Gyōki, il présida en 752 la cérémonie d’ouverture des yeux (kaigen) de la statue colossale du Tōdai-ji, le plus grand et influent temple bouddhique de l’époque, réalisé sous l’égide de Shōmu dans le but d’en faire un centre spirituel majeur au Japon. Pour cette raison, il reste dans la tradition connu comme l’un des quatre saints fondateurs du Tōdai-ji, avec Shōmu, Gyōki et Rōben.
Estimé par la cour, il obtint le titre honorifique de sōjō en 751 et put prêcher jusqu’à la fin de ses jours au temple Daian-ji de Nara. Il mourut au Japon le 25 février 760.

## Postérité
Bodhisena fut en quelque sorte le premier émissaire indien au Japon.
Certains documents rapportent que Bodhisena aurait appris le sanskrit au moine Kūkai, qui s’en serait inspiré pour mettre au point les quarante-sept caractères de l’alphabet japonais (kana) ; l’ordre du syllabaire japonais basé sur celui du sanskrit serait également dû à l’influence de Bodhisena, selon Riri Nakayama, bien que difficile à démontrer.
Certaines danses et de musiques traditionnelles japonaises préservent enfin des éléments apportés par Bodhisena.